# Safarir
Safarir est un magazine d’humour québécois publié mensuellement à Québec, depuis 1987 et publié à Montréal de 2001 à mars 2013. Le 25 juillet 2016, Safarir annonce la fin de la publication sur le réseau Facebook dû au coût de production et perte de revenu publicitaire. Le 31 janvier 2021, Safarir annonce que le magazine renaîtra sur une nouvelle forme à paraître en mars 2021.
Il est sous-titré à ses débuts « Magazine de l'humour illustré ».

## Description du contenu
Le contenu de Safarir est composé principalement de textes, de photos, d'illustrations et de bandes dessinées humoristiques ayant pour sujet différents aspects de la culture populaire québécoise et américaine, entre autres la télévision, le cinéma et la musique populaire.
Les collaborateurs sont presque tous d'origine canadienne et sont francophones, provenant majoritairement de la région de la ville de Québec pour les 14 premières années de publication. Leur provenance se diversifie dans les années 2000.
En mars 2013, le journal publie du contenu original jumelant les bandes dessinées, trucages photos et parodies publicitaires[pas clair]. À cette date apparaît un personnage récurrent Kid-Saf dessiné par Alex A., création destinée exclusivement à Safarir.

## Historique
Fondé par Sylvain Bolduc et Serge Boisvert DeNevers en octobre 1987, Safarir voit le jour dans la ville de Québec à la suite d'un cours de Création d'entreprises dispensé à la maîtrise administration des affaires (MBA) de l'Université Laval en 1984 auquel Sylvain Bolduc s'était inscrit avec son ami Jean Cloutier avec qui il collaborait déjà en dessinant sur ces textes éditoriaux dans le Journal étudiant Piast'heure de la Faculté des sciences de l'administration. Après des efforts communs de recherche de financement, l'honneur d'en devenir le premier éditeur et fondateur de la coopérative d'artisans initiaux en revient à Sylvain Bolduc. Claude Moineau en est le premier rédacteur en chef, mais il est remplacé au numéro deux (en dépit du fait que son nom apparaisse au générique) par Gag (pseudonyme de André Gagnon). Au numéro sept, Michel Morin (animateur-humoriste de la radio) prend la relève à son arrivée dans l'équipe. C'est au numéro 24 que l'éditeur engage finalement Claude Desrochers qui exerce la fonction de rédacteur en chef pendant plus de 110 numéros.
En septembre 1999 au no 136, Yvon Landry devient le nouveau rédacteur en chef à la suite du départ de Claude Desrochers. En juillet 2001, la rédaction quitte le Vieux-Québec pour le Vieux-Montréal. Ses bureaux actuels sont situés sur le boulevard Saint-Laurent, à proximité du fleuve. Safarir recrute au même moment un nouveau directeur artistique, Éric Monette, de Kerozen Communications ainsi que deux graphistes, Fréderick Gélinas et Steve Paquette (Magma design). Un nouveau rédacteur en chef se joint bientôt à l'équipe, Michel Viau, spécialiste en bande dessinée québécoise et auteur du BDQ : Répertoire des publications de bandes dessinées au Québec des origines à nos jours. Safarir reprend son logo d'origine. Durant cette période, Safarir s'oriente plus vers la bande dessinée avec la création du supplément Saf-BD. Ce supplément de 16 pages, inséré au centre du magazine est exclusivement consacré à la BD. Fin 2004, Michel Viau quitte la rédaction et est remplacé par Brian Tuppert. L'année suivante, Frédéric Antoine occupe le poste de rédacteur en chef et, jusqu'à la fin de sa publication, c'est Michel Bouchard qui assure la rédaction de Safarir.
En 2005, Safarir publie son 200e numéro et en 2007, il a compté son 20e anniversaire.
En mars 2013, Safarir change de mains et passe des Éditions Les Artistocrates sous la direction des Productions LOL. Louis Martin en devient le directeur de la publication, secondé par Martine Morisette à l'administration et aux abonnements. Michel Bouchard reste dans l'équipe de direction et conserve son rôle de rédacteur en chef.
Safarir fait la promotion d'un financement participatif pour la création d'un 300e numéro en 2016, mais n'arrive pas à réunir la somme nécessaire, avant d'arrêter sa publication définitivement.

### Tirage et format
Au début, Safarir est imprimé en noir et blanc sur un papier newsprint et tiré à 10 000 exemplaires. Vers 1990, le tirage augmente à 80 000 exemplaires, sur papier glacé et en couleurs puis, vers 1996, les ventes kiosque tournent autour des 70 000, mais depuis dix ans elles sont en déclin constant. L'éditeur Sylvain Bolduc déclarait au journal Montréal Campus[réf. nécessaire] qu'il vendait en moyenne 32 000 copies par mois. Toutefois, les ventes ont vécu une certaine déclinaison. 
Safarir a changé son format initial (8½ x 11 po) par le format élargi pendant quelques numéros. Il est revenu à son format initial par la suite.

### Éditions internationales
Au milieu des années 1990, la rédaction tente de nouvelles éditions pour l’étranger : Safarir-Europe (3 numéros en 1995 pour le marché européen) et Nuts ! (10 numéros en 1997-1998 destinés au marché américain anglophone). Ces tentatives se soldent par des échecs, ne trouvant pas leur public.

### Concurrence
En avril 1995, son concurrent le magazine Croc (fondé en 1979) cesse ses activités après 189 numéros. Aujourd'hui[Quand ?] la plus forte concurrence vient du magazine bimensuel Délire.

### Controverse
En juillet 1998, Safarir fait une parodie du magazine hebdomadaire à potins 7 Jours. Les propriétaires de celui-ci, Trustar, poursuivent Safarir et le numéro est retiré du marché.

### Les spéciaux et les gadgets
Safarir publie plusieurs hors-série comme les albums BD Drôlement piquant, les recueils de blagues "Tu veux rire ?" et deux parodies de "Harry Potter" intitulées "Yarry Poster et le secret des 11 ingrédients" et "Yarry Poster et l'Ordre du dindon", ainsi que 2 albums de "M. Danger" : "Le Guide de survie pour les nuls 1 et 2" et un album de "Djeezus" : "La Bible en folie".
En 2002-2003, Safarir lance une série de six disques cédérom humoristiques intitulés Saf-Tv.

## Fiche technique
- Éditeur : Productions LOL (Québec et Montréal) ;
- Format : 21,5 x 28 cm ;
- Nombre de pages : variable (de 54 à 62) ;
- Type de papier : couché ;
- Impression : quadrichromie ;
- Périodicité : mensuel ;
- Numéro 1 : octobre 1987 ; en kiosque le 21 septembre 1987.
- Toujours en activité.

## Collaborateurs
Safarir compte une vingtaine de collaborateurs pigistes. Au fil des ans, plusieurs bédéistes professionnels québécois ont été publiés dans ses pages.

### Auteurs de bande dessinée, scénaristes et illustrateurs
Les auteurs de bande dessinée québécois sont généralement à la fois dessinateur et scénariste.
Il arrive qu'ils ne pratiquent qu'une seule de ces deux disciplines, travaillant alors en équipe avec quelqu'un de l'autre discipline. La plupart du temps, les dessinateurs de Safarir reçoivent leurs textes de la rédaction. Quelques-uns de ces artistes travaillent sous un pseudonyme.
- Alex A.;.
- Yves Amyot ;
- Line Arsenault ;
- Jean-Guy Bégin ;
- Clément Bérubé ;
- Yvan Bolduc ;
- Claude Bordeleau ;
- Paul Bordeleau ;
- Daniel Bouchard ;
- Victor Brideau ;
- Jean Brouillard
- Marc Chouinard ;
- André-Philippe Côté ;
- François Craenhals ;
- Marc Cuadrado ;
- Christian Daigle ;
- Patrick Dea ;
- Regatta DeBlanc (Michel Viau) ;
- Delaf (Marc Delafontaine) ;
- DeNevers (Serge Boisvert) ;
- Antoine Désilets ;
- Dubuc (Maryse Dubuc) (à titre de scénariste) ;
- Denis Dumas ;
- Jean-Paul Eid ;
- François Faucher ;
- Marc Forest ;
- Gag (André Gagnon) ;
- Serge Gaboury ;
- Pierre-Luc Gagnon ;
- Réjean Gariépy ;
- Mario Giguère ;
- Denis Goulet ;
- Jean-François Guay ;
- Jacques Hébert ;
- Hesbé (Sylvain Bolduc) ;
- Benoît Joly ;
- Fred Jourdain ;
- André Labrie ;
- Jacques Lamontagne ;
- Yvon Landry ;
- Stéphane Lapointe ;
- Roch Larochelle ;
- Dany Lavoie ;
- Simon Lebeau;
- Simon Leblond ;
- Martial Loisel ;
- Love (Michel D'Amours) ;
- Didier Loubat ;
- Lynch (Louis Paradis);
- Benoit Mainguy (à titre de scénariste) ;
- Makoello (Marco Ménard) ;
- Mario Malouin ;
- Caroline Merola ;
- Serge Métyvier ;
- Pierre Moisan ;
- Jean Morin ;
- Michel Morin ;
- Stéphane Morin ;
- Yohann Morin ;
- Marc Pageau ;
- Éric Péladeau ;
- Pascal Perrier ;
- Louis Pilon ;
- Steve Requin (Stéphane Johnson) ;
- Jean-Louis Roy ;
- Marc Samson ;
- Éric Thériault ;
- Larry Tyson ;
- Jean-Nicolas Vallée ;
- Éric Valois ;
- Vez ;
- Yayo (Diego Herrera) ;
- Zako;

C'est dans les pages de Safarir qu'a été créée la série Les Nombrils par Delaf et Dubuc. 
Après plus de 15 ans de service, Mario Malouin quitte Safarir pour travailler chez Délire.
Serge Boisvert DeNevers a été éditeur associé depuis la création du magazine et ce jusqu'en mars 2013 lors du changement de garde.
L'actuel[Quand ?] rédacteur en chef est Michel Bouchard, qui a succédé à Frédéric Antoine en 2007.